# Суручану, Ион Андреевич
Ио́н Андреевич Суруча́ну (рум. Ion Suruceanu; род. 9 сентября 1949, Суручены, Яловенский район, Молдавская ССР, СССР) — советский и молдавский эстрадный певец, заслуженный артист Молдавской ССР (1985), народный артист Молдавской ССР (1990).

## Биография
Ион Андреевич Суручану родился 9 сентября 1949 года в селе Суручены Яловенского района. Отец — Андрей Суручану, мать — Парасковия Суручану.
Дебютировал в 1968 году в качестве солиста ансамбля «Норок», в котором оставался до 1970 года. В 1978—1979 годах был солистом ансамбля «Букурия».
В 1981 году Суручану окончил Кишинёвское музыкальное училище, где учился игре на фаготе и фортепиано. С середины 1980-х годов стал популярнейшим в Молдавии певцом, его известность перешагнула границы республики. В этот период в репертуаре Суручану появляются песни на русском языке, наиболее известная из которых — «Незабудка» (муз. В. Добрынина, слова М. Рябинина), прозвучавшая в финале «Песни года» (1989).
В 1986—1993 годах И. А. Суручану выступал с группой «Реал». С 1982 года постоянным композитором Иона Суручану был Ян Райбург.
В 1994—1998 годах являлся депутатом Парламента Молдавии по спискам Аграрно-демократической партии, был заместителем председателя комиссии по культуре, науке, образованию и СМИ. В 2007 году лицею в родном селе Иона Суручану было присвоено его имя.
Живёт в Кишинёве. Увлекается виноделием: вино не делает, но имеет в доме винный погреб, в котором коллекционирует редкие винные напитки.

## Личная жизнь
Жена — Надежда.
Сын — Андрей, назван в честь деда.
Внуки — старший Кристиан, младшая Ионела.

## Награды
- 1985 — «Заслуженный артист Молдавской ССР».
- 1990 — «Народный артист Молдавской ССР».
- 2004 — Кавалер «Ордена Республики».
- 2008 — Народный артист Приднестровской Молдавской Республики[2].

## Дискография (виниловые пластинки)

### «Prima dragoste / Первая Любовь»
1976 Г62-05469-70 «Мелодия»
1. Prima dragoste (Первая Любовь) (М. Долган — А. Стрымбяну)
2. Dorința mea (Мое Желание) (П. Теодорович, Ион Теодорович — Е. Чунту)
3. În Moldova mea frumoasă (В Моей Красивой Молдавии) (А. Люксембург — Г. Мирон)
4. Casa mare (Касе Маре) (Д. Федов  —  М. Роман)

На молдавском языке

### «Ун сингур кынтек штиу / Одну только песню пою»
1986 С60-24007-08 «Мелодия»

«Одну только песню пою» (1986)

1. De ce? (Зачем?) (П. Теодорович — Г. Виеру)
2. Trandafir (Роза) (П. Теодорович — Г.Виеру)
3. Elena (Елена) (Я. Райбург — Г. Виеру)
4. Ce sa fac? (Что мне делать?) (Я. Райбург — В. Черней)
5. Asta seara (В этот вечер) (Я. Райбург — Г. Виеру)
6. Gratie (Грация) (П. Теодорович — Г. Виеру)
7. Irina, zeita pacii (Ирэна, богиня мира) (П. Теодорович — И. Хадыркэ)
8. Clar de luna (Ясный месяц) (Я. Райбург — Г. Виеру)
9. Un singur cintec stiu (Одну только песню пою) (И. Бершадский — Г. Водэ)

«Большое солнце» (1987)

На молдавском (румынском) языке

### «Соареле чел маре / Великое солнце»
1987 С60-25361-2 «Мелодия»
1. Флоаре албастрэ (Голубой цветок)
2. Мария
3. Доуэ тоамне (Две осени)
4. Доуэ примэверь (Две весны)
5. Тангоул бунелор сперанце (Танго добрых надежд)
6. Соареле чел маре (Большое солнце)
7. Врэжитоаря (Колдунья)
8. Нумай еу (Только я)
9. Верде плай (Поклонение Родине)
10. Бунэ сяра (Добрый вечер)

Музыка Иона Енаки, слова: Д. Матковски (1-7, 9, 10), Л. Лари (8)
На молдавском (румынском) языке

## Дискография (CD)

### «Ninge floarea de tei»
2002 Music Master
1. Eu dansez tu dansezi
2. De cîte ori
3. Lăcrămioara
4. Singurătatea
5. Felicia
6. Alo, alo
7. Nadea
8. Lalelele
9. Toamna
10. Ce nostalgie
11. De dragul unui zîmbet
12. Domnişoara
13. Ţigănguşa
14. Fete frumoase
15. Viaţa e frumoasă

### «20 лет спустя: Песни Яна Райбурга поёт Ион Суручану»
2003 Master Sound Records

### «Roze, roze»
2004 Can Records, CD-сборник
1. Bună seara
2. Eu dansez, tu dansezi
3. Ce să fac
4. Roze, roze
5. Anii tinereţii
6. Nezabudka (Незабудка)
7. O melodie de amor
8. Septembrie
9. Guleai, guleai (Гуляй, гуляй)
10. Nostalgia (Ностальгия)
11. Adriatica
12. Un, doi, trei
13. Odinocestvo (Одиночество)
14. Fetele-cochetele
15. Luna, luna
16. Drumurile noastre

В записи сингла «Roze, roze» принимал участие племянник Иона Андреевича Суручану - Владислав.